# Point of Know Return
Point of Know return è il quinto album in studio del gruppo musicale statunitense Kansas, pubblicato nel 1977.

## Storia
Le sessioni di registrazione per questo iniziarono nel giugno del 1977 allo Studio in the Country, la struttura di Bogalusa, in Louisiana, dove furono registrati i precedenti due album del Kansas: a causa della rottura dell'attrezzatura della band allo Studio in the Country, i Kansas cambiarono i siti di registrazione, la maggior parte della registrazione di Point of Know Return è stata fatta ai Woodland Studios di Nashville nel mese di luglio.
Il cantante Steve Walsh ha lasciato brevemente il gruppo durante la registrazione di questo album. In un'intervista al programma radiofonico settimanale In the Studio with Redbeard, avrebbe ammesso che, a quel punto, era stato una specie di primadonna ed era attratto dalla possibilità di una carriera da solista.
Dust in the Wind, è noto per il motivo delle chitarre che si intrecciano e del violino. La linea di chitarra per la canzone è stata scritta da Kerry Livgren come esercizio con le dita per imparare il fingerpicking. Sua moglie, Vicci, ha sentito quello che stava facendo, ha osservato che la melodia era carina e lo ha incoraggiato a scrivere testi per essa. Livgren non era sicuro che ai suoi compagni di band sarebbe piaciuto, dal momento che era un allontanamento dal loro stile distintivo. Tuttavia lo offrì loro, e la canzone fu accettata e poi registrata.

## Recensioni
Rolling Stone ha dato all'album una recensione mista, dicendo che sebbene il passaggio a canzoni più brevi in genere funzioni, i testi sono "una pallida e ridicola rivisitazione dell'esotismo da scantinato d'occasione impiegato dalla folla dell'art-rock britannico". Hanno commentato che sebbene nel Kansas manchi un solista virtuoso, il modo di suonare dell'ensemble della band è forte e deciso. Robert Taylor di AllMusic ha scritto che "l'interazione e la musicalità superiore del Kansas rendono questa registrazione sia rock classico che rock progressivo essenziale", nonostante il suo "suono datato" e la lotta della band "per mantenere un sano equilibrio di progressione combinata con il pop".
Point of Know Return sarebbe stato l'album più alto in classifica del Kansas negli Stati Uniti, raggiungendo la posizione n. 4 nel gennaio 1978, e avrebbe venduto quattro milioni di copie negli Stati Uniti e sarebbe stato certificato quadruplo platino dalla RIAA.
L'album è acclamato dalla critica per i singoli "Point of Know Return", che è stato un'aggiunta tardiva all'album, e "Portrait (He Knew)," che riguarda Albert Einstein. Nel 1988, Livgren pubblicò una versione aggiornata di "Portrait (He Knew)" intitolata "Portrait II" come parte dell'album Prime Mover accreditato alla sua band AD. La traccia "Closet Chronicles", è un'allegoria riferita ad Howard Hughes.

## Citazioni
Durante un dibattito sulla più grande "Song 1 Side 1" della storia tra i personaggi principali del film Alta fedeltà, il personaggio di Jack Black critica una delle proposte del personaggio di John Cusack come "troppo ovvia, come Point of Know Return. La copertina dell'album è diventata un'immagine iconica del rock, apparendo sullo sfondo del set di VH1 Classic, sulle magliette indossate dai personaggi nei film e in TV.
Nell'ottobre 2009, una versione live della title track è stata rilasciata come componente aggiuntivo scaricabile del videogioco Harmonix Rock Band.
Nel film del 2008 The Rocker, il personaggio di Rainn Wilson, Robert Fishman, indossa una maglietta di Point of Know Return. "Dust in the Wind" è stato utilizzato anche nell'episodio "The Darkness" di Highlander 4X2, in cui Duncan MacLeod sta rivivendo i suoi ricordi di Tessa Noël dopo la sua morte.

## Tracce
1. Point of Know Return – 3:13 - (Ehart, Steinhardt, Walsh)
2. Paradox – 3:50 - (Livgren, Walsh)
3. The Spider – 2:03 - (Walsh)
4. Portrait (He Knew) – 4:38 - (Livgren, Walsh)
5. Closet Chronicles – 6:32 - (Livgren, Walsh)
6. Lightning's Hand – 4:24 - (Livgren, Walsh)
7. Dust in the Wind – 3:28 - (Livgren)
8. Sparks of the Tempest – 4:18 - (Livgren, Walsh)
9. Nobody's Home – 4:40 - (Livgren, Walsh)
10. Hopelessly Human – 7:09 - (Livgren)
11. Sparks of the Tempest* [live] – 5:17 - (Livgren, Walsh)
12. Portrait (He Knew)* [remix] – 4:49 - (Livgren, Walsh)

Tracce 11 e 12 solo sul remaster del 2002

## Componenti della Band
- Phil Ehart - percussioni, timpani, chimes, altre percussioni
- Dave Hope - basso
- Kerry Livgren - synths, pianoforte, chitarra elettrica e acustica, altre percussioni
- Robby Steinhardt - violini, viola, cori, Voce principale in "Lightning's Hand", "Sparks of the Tempest" e "Hopelessly Human"
- Steve Walsh - organo, synths, vibrafono, pianoforte, Voce principale (eccetto in "Lightning's Hand e "Sparks of the Tempest"), cori, altre percussioni
- Rich Williams - chitarre elettriche e acustiche

Nota: Nei crediti dell'album, per ogni musicista, si inserì nella lista uno strumento "scherzo" per ogni membro della band, come "gong a catena," "autogyro," "macchina fischiante di Rinaldo" e "Invertitore cromatico a corpo di pisello."